# Karl-Heinz Riedle
Karl-Heinz „Kalle“ Riedle (* 16. September 1965 in Weiler im Allgäu, heute zu Weiler-Simmerberg) ist ein ehemaliger deutscher Fußballspieler auf der Position des Stürmers. Er spielte in der Bundesliga, der italienischen Serie A und in England in der ersten und zweiten Liga. Insgesamt erzielte er in 207 Bundesligaspielen 72 Tore.
Für die deutsche Nationalmannschaft kam er zwischen 1988 und 1994 zu 42 Spielen und erzielte dabei 16 Tore. Er gehörte 1990 zum Kader der WM in Italien, die Deutschland für sich entschied.

## Karriere
Karl-Heinz Riedle begann mit dem Fußballspielen bei seinem Heimatverein TSV Ellhofen. Mit einem Zwischenstopp beim SV Weiler (jetzt: FV Rot-Weiß Weiler) wechselte er 1983 zum FC Augsburg in die damalige Bayernliga.

### Verein

#### Blau-Weiß 90 Berlin
Im Sommer 1986 wurde er vom Bundesligaaufsteiger Blau-Weiß 90 Berlin verpflichtet. Dort war er Stammspieler, absolvierte alle 34 Saisonspiele und schoss zehn der 36 Tore seines Teams in dieser Spielzeit. Damit war er bester Schütze der Blau-Weißen.
Sein Debüt in Deutschlands höchster Spielklasse hatte Riedle am 1. Spieltag der Saison 1986/87 am 9. August 1986 gegen den 1. FC Kaiserslautern. Noch im gleichen Spiel erzielte er seinen ersten Bundesligatreffer, als er in der 24. Minute zum 1:1 ausglich. Das Spiel endete 1:4 aus der Sicht der Berliner. Seinen ersten „Ligadoppelpack“ erzielte Riedle am 3. Spieltag gegen Borussia Mönchengladbach. Erst in der 74. Minute beim Stand von 1:2 eingewechselt, drehte er mit einem Doppelschlag in der 82. und 90. Minute das Spiel und sicherte damit seinem Klub den ersten Saisonsieg. In der laufenden Saison gewannen die Berliner nur noch zwei weitere Spiele und stiegen nach diesem Jahr wieder in die 2. Fußball-Bundesliga ab.

#### Werder Bremen
Nach einer Saison in Berlin unterschrieb Riedle im Sommer 1987 beim SV Werder Bremen, der von Otto Rehhagel trainiert wurde. Er schaffte es auf Anhieb in die Stammmannschaft, verpasste nur wegen fünf Gelber Karten eines der 34 Saisonspiele. Zusammen mit dem gleichaltrigen Frank Ordenewitz schoss Riedle 33 Tore, davon 18 Treffer selbst, und war damit interner Schützenkönig. Nur Jürgen Klinsmann vom VfB Stuttgart war mit 19 Torerfolgen besser und sicherte sich die Torjägerkanone. Am Ende seines ersten Jahres bei Werder wurde die Mannschaft Deutscher Meister. Im Folgejahr traf Riedle 13 Mal ins gegnerische Tor und war zusammen mit Frank Neubarth bester Schütze der Grün-Weißen. Im Europapokal der Landesmeister, für den Werder wegen der Meisterschaft 1988 qualifiziert war, gab der Angreifer im ersten Spiel der Vorrunde am 6. September 1988 sein internationales Debüt gegen den Berliner FC Dynamo, welches die Bremer 0:3 verloren. Beim Rückspiel am 11. Oktober erzielte Riedle in der 62. Minute seinen ersten Treffer in diesem Wettbewerb, als er Dynamo-Torhüter Bodo Rudwaleit bezwang. Es war das Tor zum 3:0. Der Endstand war 5:0 für Bremen, so dass sich die Mannschaft trotz der Hinspielniederlage für das Achtelfinale qualifizierte. Im Viertelfinale schied Bremen dann gegen den AC Mailand aus.
In der Saison 1989/90 kam Riedle wegen einer sich schon seit längerer Zeit abzeichnenden Leistenoperation nur auf 20 Ligaeinsätze und erzielte sieben Tore. Der im Sommer unter Vertrag genommene Stürmer Wynton Rufer vertrat Riedle und feierte die meisten Torerfolge in dieser Spielzeit. Mit dem damaligen Talent Marco Bode und den erfahrenen Spielern wie Manfred Burgsmüller und Frank Neubarth stand Riedle weiterer Konkurrenz gegenüber. Er zog das Interesse mehrerer italienischer Spitzenklubs auf sich, Werder stellte Riedle in Aussicht, im Sommer 1990 gegen eine Ablösesumme in Höhe von 15 Millionen D-Mark wechseln zu können.

#### Lazio Rom
Im Sommer 1990 entschied sich Riedle, der mit der Nationalmannschaft gerade den Weltmeistertitel geholt hatte (siehe unten), für einen Wechsel. Gegen eine Ablösesumme von 13 Millionen D-Mark wurde er von Lazio Rom in die Serie A unter Vertrag genommen. Dieser Transfer galt seinerzeit als Rekordtransfer, da nie zuvor so viel Geld für einen deutschen Spieler gezahlt worden war. Ein Jahr später folgte ihm Nationalmannschaftskollege Thomas Doll. In seinem ersten Jahr in der italienischen Hauptstadt setzte sich Riedle durch und war Stammspieler. Am Ende der Saison belegte der Verein Platz 10. Im Folgejahr erzielte Riedle 13 Treffer in 29 Partien und war damit ein Garant für den Aufschwung seiner Mannschaft. Mit Platz fünf in der Liga war es für Lazio die beste Platzierung seit 1978. Ein Jahr später wurde der vierte Platz erreicht, Riedle traf acht Mal.

#### Borussia Dortmund
Im Sommer 1993 folgte die Rückkehr nach Deutschland. Als seinerzeit teuerster Transfer in der Geschichte der Bundesliga wechselte der Stürmer zu Borussia Dortmund, wo er vier Jahre lang spielte. Dieser Transfer war Teil einer von der Borussia bereits ein Jahr zuvor initiierten „Rückholaktion“ deutscher Nationalspieler nach Dortmund, die in Italien unter Vertrag standen. So war bereits ein Jahr zuvor Stefan Reuter von Juventus Turin nach Dortmund gewechselt, ab 1993 mit Matthias Sammer (Inter Mailand), 1994 mit Andreas Möller und 1995 mit Jürgen Kohler (beide Juventus) sollten weitere Spieler von italienischen Vereinen ins Ruhrgebiet wechseln.
Riedle erzielte bei Borussia Dortmund nicht mehr so viele Tore wie in seinen vergangenen Saisons, seine höchste Trefferanzahl betrug sieben. Sein erstes Tor für den BVB markierte er am 3. Spieltag gegen den SC Freiburg, als er zum 1:2-Anschlusstreffer traf (die Partie endete mit einem 3:2-Sieg).
1995 und 1996 gewann Riedle mit den Dortmundern zweimal die deutsche Meisterschaft. Da Stéphane Chapuisat im Sturm meist für Trainer Ottmar Hitzfeld gesetzt war, musste Riedle in den vier Jahren bei Dortmund mit den Angreifern Flemming Povlsen, Heiko Herrlich und Ibrahim Tanko um den zweiten Platz neben Chapuisat konkurrieren. In der Saison 1995/96, als Chapuisat, wie der gesamte BVB-Sturm, schwächelte, viele Verletzte im Offensivbereich zu beklagen waren und kein Angreifer mehr als 18 Spiele bestritt, war Riedle mit sieben Treffern bester Stürmer der Dortmunder. Nur die Mittelfeldspieler Möller und Michael Zorc erzielten mehr Tore. In der Liga wurde der BVB nach zwei Titelgewinnen vom FC Bayern München in der Saison 1996/97 abgelöst, allerdings sorgte die Mannschaft international für Aufsehen. Die Dortmunder erreichten das Champions-League-Finale 1997 gegen Juventus Turin im Münchner Olympiastadion. Mit zwei Treffern avancierte Riedle zum Mann des Tages und sicherte somit den 3:1-Erfolg gegen die Italiener. Das dritte Tor für den BVB erzielte Lars Ricken. Riedle, der die Tore in der 29. und 34. Minute erzielte, wurde in der 67. Minute für Herrlich ausgewechselt.

#### FC Liverpool
Mit Ende der Bundesligaspielzeit 1996/97 entschied sich Riedle zu einem erneuten Transfer ins Ausland. Beim damaligen englischen Rekordmeister FC Liverpool spielte Riedle zwei Jahre. Dort wurde die Mannschaft Dritter in der Premier League. Riedle, der in 25 Spielen sechs Tore erzielte, stand dabei aber meistens im Schatten des damaligen Youngsters Michael Owen, der in Riedles beiden Spielzeiten bei den Reds in der Liga jeweils 18 Treffer erzielte. Im Folgejahr wurde unter dem neuen Trainer Gérard Houllier die Teilnahme am UEFA-Pokal verpasst. Zwar kam Riedle in seinem zweiten Jahr bei den Reds auf 34 Spiele, war dabei aber meist Wechselspieler.

#### FC Fulham
Im Sommer 1999 sortierte Houllier den Kader neu und legte sieben Spielern, darunter auch Riedle, nahe, den Verein zu verlassen. Riedle suchte sich darauf einen neuen Verein und fand ihn mit dem FC Fulham, der damals in der zweiten englischen Liga spielte. Zwar betreute er die Mannschaft 2000 kurzzeitig als Spielertrainer, stand dem Team aber meist nur als Stand-By zur Verfügung. Am Ende der Spielzeit 2000/01 stieg Fulham in die Premier League auf. Riedle gab aber bereits im November 2000 sein Karriereende zum Ende der Saison bekannt. Zwar dachte er nach dem Aufstieg nochmals über eine Vertragsverlängerung nach, diese fand dann aber nicht statt.

#### Comebackversuch
Anfang des Jahres 2002 versuchte Riedle nochmals ein Comeback und stieg in das Training des damals von Uwe Wegmann trainierten Liechtensteiner Fußballvereins FC Vaduz ein. Nach drei Wochen entschied er sich allerdings gegen eine Vertragsbindung.

### Nationalmannschaft
Bei den Olympischen Spielen in Seoul 1988 gewann Riedle mit dem deutschen Team die Bronzemedaille.
In der deutschen A-Nationalmannschaft spielte er von 1988 bis 1994. Dabei erzielte er in 42 Spielen 16 Tore. Riedle nahm an der WM 1990, der EM 1992 und der WM 1994 teil.
Sein Debüt unter Teamchef Franz Beckenbauer gab er am 31. August 1988 im WM-Qualifikationsspiel gegen Finnland. Beim Stand von 3:0 aus Sicht der Deutschen wurde Riedle für Dieter Eckstein eingewechselt und erhöhte in der 87. Minute auf 4:0. In den kommenden Jahren spielte er sich immer mehr in die Mannschaft und wurde für die WM 1990 in Italien nominiert. Dort kam er zu vier Einsätzen, war aber hinter Jürgen Klinsmann und Rudi Völler nur die erste Alternative für die Stürmerpositionen. Beim Spiel im Viertelfinale gegen die Tschechoslowakei stand Riedle hingegen die ganzen 90 Minuten auf dem Platz, nachdem Völler im Achtelfinalspiel gegen die Niederlande aufgrund der Auseinandersetzung mit Frank Rijkaard vom Platz gestellt und für das nachfolgende Spiel gesperrt worden war. Im Halbfinalspiel gegen England musste das Elfmeterschießen über den Einzug in das Finale entscheiden. Dabei traf Riedle zum 4:4. Da die Engländer Stuart Pearce und Chris Waddle verschossen, zog die deutsche Mannschaft ins Endspiel ein. Für den Gewinn der Weltmeisterschaft im Finale gegen Argentinien wurde er mit dem Silbernen Lorbeerblatt ausgezeichnet.
Auch zur Europameisterschaft in Schweden im Jahr 1992 wurde er vom neuen Nationaltrainer Berti Vogts in den Kader der DFB-Auswahl berufen. In diesem Turnier war er als Stammspieler gesetzt und in allen fünf möglichen Partien in der Startelf. Vogts traf dabei intern, aber auch in der deutschen Presse, auf kritische Stimmen. Im ganzen Turnier erzielte Riedle drei Treffer und wurde gemeinsam mit drei anderen Spielern Torschützenkönig des Turniers. Bei der 0:2-Niederlage im Finale gegen das dänische Team stand er über die 90 Minuten auf dem Platz.
Beim Gewinn des U.S. Cup 1993 erzielte Riedle am 13. Juni im Spiel gegen die USA seinen einzigen Dreierpack in der Nationalmannschaft. Der Angreifer traf beim 4:3-Sieg gegen den Gastgeber in der 34., 40. und 59. Minute jeweils per Kopf.
Sein vorletztes Spiel im Trikot des DFB machte Riedle in der Vorrundenpartie der WM 1994 in den Vereinigten Staaten gegen die Auswahl Südkoreas. In der 18. Minute desselben Spiels erzielte er auch seinen letzten Treffer für die Nationalmannschaft. Das Spiel endete mit einem 3:2-Erfolg. Sein letztes Spiel für die deutsche Nationalmannschaft absolvierte Riedle drei Monate später beim Freundschaftsspiel gegen Russland, als er in der 74. Minute für Stefan Kuntz eingewechselt wurde.

## Erfolge als Spieler

### Deutsche Nationalmannschaft
- 1990: Weltmeister
- 1992: Vize-Europameister
- 1993: U.S. Cup

Deutsche Olympia-Auswahlmannschaft:
- 1988: Bronze bei den Olympischen Spielen in Seoul

### Verein

#### Werder Bremen
- 1988: Deutscher Meister
- 1988: DFB-Supercup

#### Borussia Dortmund
- 1995: Deutscher Meister
- 1995: DFB-Supercup
- 1996: Deutscher Meister
- 1996: DFB-Supercup
- 1997: UEFA-Champions-League-Sieger

#### FC Fulham
- 2001: Football League First Division

### Auszeichnungen
- Torschützenkönig
  - UEFA-Pokal 1989/90: einer von zwei Torschützenkönigen (mit 6 Toren)
  - EM 1992: einer von vier Torschützenkönigen (mit 3 Toren)

## Nach dem Karriereende
Bis zum Frühjahr 2007 arbeitete Riedle als Sportchef beim Schweizer Rekordmeister Grasshoppers Zürich. Daneben besitzt er ein 4-Sterne-Hotel und ein Fußball-Camp für Kinder in Oberstaufen im Allgäu sowie eine Sport- und Eventagentur. Am 28. August 2014 loste er gemeinsam mit Melanie Winiger die Gruppen zur Champions League im Grimaldi Forum in Monaco aus. Von 2021 bis 2023 war er TV-Experte bei RTL. Seit November 2014 ist Riedle als „internationaler Markenbotschafter“ für seinen früheren Verein Borussia Dortmund tätig.

## Privat
Riedle ist mit seiner Jugendliebe Gabriele verheiratet. Sie haben drei Kinder, darunter Alessandro Riedle.

## Wissenswertes
Riedle hatte, bevor er Profifußballer wurde, den Beruf des Metzgers erlernt. Obwohl mit 1,79 m eher durchschnittlich groß, galt er aufgrund seiner Sprungkraft als ein kopfballstarker Spieler, was ihm den Spitznamen „Air Riedle“ einbrachte.
Der deutsch-kongolesische Fußballer Bote Nzuzi „Ridle“ Baku ließ 2018 seinen Spitznamen Ridle, den er zu Ehren von Karl-Heinz Riedle erhalten hatte, in seinen Personalausweis eintragen.